# Lake Murray
Der Lake Murray ist ein See im Middle Fly Distrikt der Western Province. Er ist der größte See Papua-Neuguineas. Etwa 5000 Menschen leben in kleinen Dörfern am Ufer und auf kleinen Inseln des Sees. Der Wald, der den See umgibt, erstreckt sich über eine Fläche von einer Million Hektar.

## Geographie

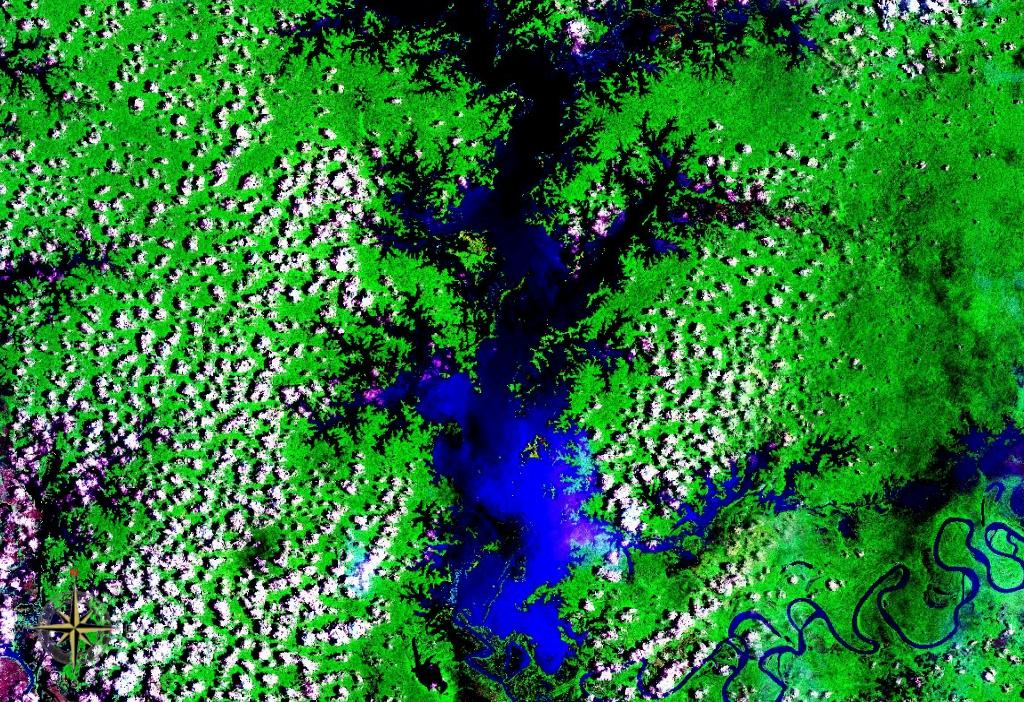
Lake Murray. Blick aus dem All (Fehlfarben)

Der See liegt nördlich des Zusammenflusses des Fly und des Strickland River im Westen des Landes. Er hat eine Fläche von etwa 650 km², kann jedoch in der Regenzeit auf bis zu 2000 km² anwachsen. Größte Insel ist im Westen des Sees Botoa Island.

## Wirtschaft
Die einheimische Bevölkerung fängt für den Eigenbedarf im See Fische. Außerdem befindet sich in ihm eine Krokodilfarm mit Neuguinea-Krokodilen.
2003 holzte die Concord Pacific 100.000 Hektar Wald, eigentlich Eigentum der Bevölkerung, entlang der Straße von Kiunga nach Aiambad ab. Dies führte zu Protesten von Greenpeace und anderen Organisationen. Daraufhin wurden die Greenpeace Global Forest Rescue Station  durch die Greenpeace Australia Pacific errichtet. Vierzig Personen aus 25 Ländern arbeiteten zusammen mit den lokalen Bevölkerungsgruppen der Kuni, Begwa und Pari, um die Eigentumsverhältnisse zu klären. Die Grenzmarkierungen dienen als Schutz des eco-forestry projects, das seit damals installiert wurde. Der Holzeinschlag wird nun kontrolliert, nach Australien verschifft und im Namen des Forestry Stewardship Council der Einheimischen verkauft.

## Fauna
Sehr häufig ist hier Leichhardts Sägerochen, der eine Größe von mehreren Metern erreichen kann. Eine weitere auffällige Fischart ist der einen Meter groß werdende Leichhardts Knochenzüngler. Zahlreiche Vogelarten leben am und um den See.
Auch soll ein Kryptid namens Murray am See leben beziehungsweise gelebt haben. Das Tier wird als Dinosaurier, vergleichbar mit dem Tyrannosaurus beschrieben.